# Поцци, Самюэль Жан
Самюэль Жан Поцци (фр. Samuel-Jean Pozzi, первоначально фр. Pozzy; 3 октября 1846, Бержерак — 13 июня 1918, Париж) — французский медик (преимущественно гинеколог) и политик. Сводный брат врача и политика Адриана Поцци.

## Профессиональная карьера
Сын итальянца, протестантского священника Бенжамена Доминика Поцци (1820—1905). Учился в По и Бордо, в 1864 г. поступил на медицинский факультет Парижского университета. Получил диплом врача в 1873 году, учился в том числе у Поля Брока, был его ассистентом. Во время Франко-прусской войны служил добровольцем как военный врач. В 1875 году защитил диссертацию, посвящённую хирургическому лечению миомы матки, и начал преподавать в Парижском университете, не оставляя больничной практики. С 1884 г. первый в Париже профессор гинекологии. Академик Парижской медицинской академии (1896), один из соучредителей журнала Revue de gynécologie et de chirurgie abdominale (1897). В Первую мировую войну вновь добровольно служил военным врачом.
Кавалер (1886), офицер (1894), великий офицер (1914) ордена Почётного легиона.

## Труды и профессиональные интересы
Поцци опубликовал около 400 научных работ по медицине. Наибольшее значение имел его обзорный труд «Клиническая и оперативная гинекология» (фр. Traité de gynécologie clinique et opératoire; 1890), выдержавший множество переизданий и переведённый на шесть языков.
Как практический врач Поцци в 1896 г. выполнил первую во Франции операцию гастроэнтеростомии.
Помимо своей основной специальности, гинекологии, и смежных областей хирургии Поцци интересовался другими прогрессивными направлениями в науке. Он встречался с Джозефом Листером и пропагандировал во Франции листеровские идеи об антисептике, был одним из переводчиков на французский язык книги Чарльза Дарвина «О выражении эмоций у человека и животных» (1874), в 1913 г. был одним из главных организаторов первой конференции по трансплантологии.

## Политическая и общественная активность
В 1894—1895 и 1901—1911 гг. Поцци был депутатом генерального совета департамента Дордонь, в котором он родился. В 1898—1903 гг. был сенатором Франции от этого департамента, на следующих выборах не баллотировался. Как отмечалось в одном из некрологов Поцци, экскурс в область публичной политики оставил его разочарованным.
В ходе общественной борьбы вокруг Дела Дрейфуса принадлежал к активным дрейфусарам, поддерживал отношения с Эмилем Золя. В 1908 г. присутствовал на церемонии перезахоронения останков Золя в Пантеоне, когда на Дрейфуса было совершено покушение, и оказал ему медицинскую помощь.

## Личная жизнь

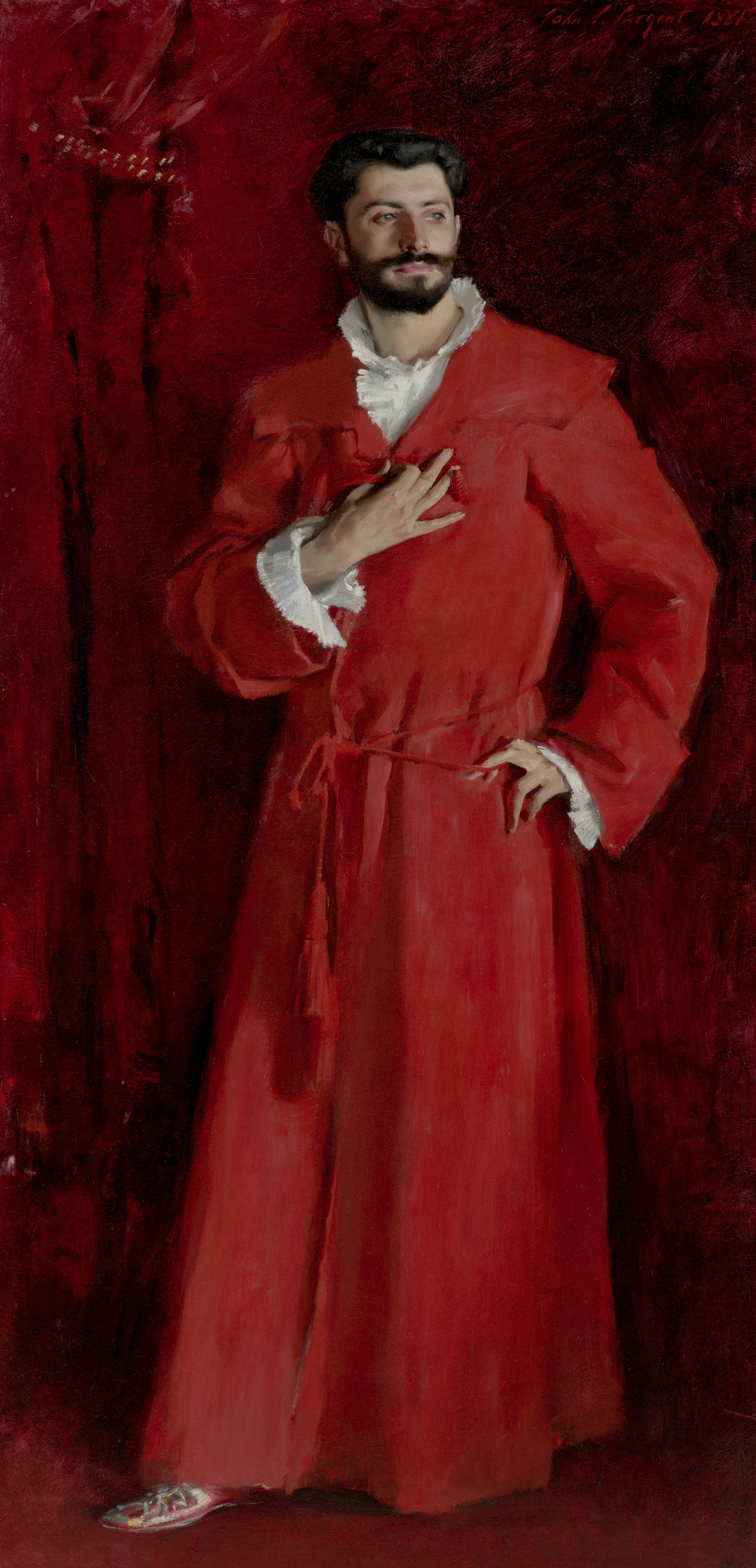
Джон Сингер Сарджент. Доктор Поцци у себя дома (1881)

Поцци был известен своим участием в светской жизни и близостью к артистическим кругам. Он был, в частности, дружен с кругом Марселя Пруста. Портрет Поцци в молодости написал Джон Сингер Сарджент (1881; картина находилась в собственности сына Поцци, после смерти которого была приобретена Армандом Хаммером и теперь находится в Музее Хаммера в Лос-Анджелесе). В 1885 году Поцци совершил туристическую поездку в Лондон в обществе знаменитых светских львов князя Эдмона де Полиньяка и графа Робера де Монтескью, заручившись рекомендательным письмом от Сарджента к Генри Джеймсу, что позволило компании встретиться с Эдвардом Бёрн-Джонсом, Данте Габриэлем Россетти, Лоуренсом Альма-Тадемой и Джеймсом Уистлером.
Поцци был женат на Терезе Лот-Казалис (1856—1932), единственной дочери богатого лионского предпринимателя Камиля Лота (1800—1858), и имел в браке трёх детей, среди которых дипломат Жан Поцци и писательница Катрин Поцци. Одновременно Поцци был участником многочисленных любовных интриг в богемной среде; среди прочего у него был кратковременный роман с актрисой Сарой Бернар, после которого он остался её другом на всю жизнь и участвовал в решении её медицинских проблем; переписка Поцци и Бернар опубликована в 2010 году. Хозяйка великосветского салона Лидия Обернон наградила Поцци прозвищем Доктор Любовь (фр. L'Amour médecin), княгиня Монако Алиса говорила, что Поцци «настолько хорош собой, что это отвратительно» (фр. si beau, que c'en est dégoûtant!).

## Смерть
13 июня 1918 года на приём к Поцци явился некто Морис Машю, которого Поцци прооперировал двумя годами ранее по поводу варикоцеле. Машю утверждал, что операция стала причиной его импотенции, и требовал новой операции, чтобы это исправить. Поцци отказался от новой операции, пояснив, что исправить импотенцию оперативным путём невозможно. Тогда Машю четырежды выстрелил врачу в живот. Поцци был доставлен в больницу, но попытки спасти его оказались безуспешны. Убийца покончил с собой.

## Память
В 1993 г. Клод Вандерпотен опубликовал книгу «Самюэль Поцци, хирург и друг женщин», основанную на материалах, полученных от внука героя.
Биографии Поцци посвящён роман Джулиана Барнса «Портрет мужчины в красном» (англ. The Man in the Red Coat; 2019), название которого навеяно картиной Сарджента; фигура Поцци, способного, в отличие от большинства людей из своего окружения, сочетать богемные увлечения и бесконечные любовные приключения с интенсивной созидательной деятельностью, вызывает особую симпатию автора.